# 伊勢田哲治
伊勢田 哲治（いせだ てつじ、 1968年 - ）は、日本の哲学者。京都大学大学院文学研究科教授。専門は、倫理学・科学哲学。
『疑似科学と科学の哲学』を著し、ニセ科学批判に連なる科学哲学の論客として知られる。

## 略歴
- 1987年 福岡県立福岡高等学校 卒業
- 1991年 京都大学文学部 卒業
- 1993年 京都大学修士課程（文学修士）修了
- 1999年
  - 京都大学文学研究科倫理学教室博士課程 単位取得満期退学
  - 10月 名古屋大学情報文化学部講師（2002年7月まで）
- 2001年 メリーランド大学哲学科博士課程（哲学博士）修了　指導教授はフレデリック・サッピ
- 2002年 7月 名古屋大学情報文化学部助教授（2003年3月まで）
- 2003年 4月 名古屋大学大学院情報科学研究科助教授 (2008年3月まで)
- 2008年 4月 京都大学大学院文学研究科准教授
- 2022年 京都大学大学院文学研究科教授

## 受賞
- 2006年 科学基礎論学会賞を受賞

## エピソード
- 川端裕人のブログのコメント欄において津田敏秀と「ヒュームの問題」の意味などをめぐって論争を展開した[1]。

## 著作

### 単著
- 『疑似科学と科学の哲学』名古屋大学出版会、2003年。ISBN 978-4815804534。
- 『認識論を社会化する』名古屋大学出版会、2004年。ISBN 978-4815804893。
- 『哲学思考トレーニング』筑摩書房〈ちくま新書〉、2005年。ISBN 978-4480062451。
- 『動物からの倫理学入門』名古屋大学出版会、2008年。ISBN 978-4815805999。
- 『倫理学的に考える』勁草書房、2012年。ISBN 978-4326154241。

### 編著
- 黒田光太郎、戸田山和久 編『誇り高い技術者になろう-工学倫理ノススメ』名古屋大学出版会、2004年。ISBN 978-4815804855。
- 樫則章 編『生命倫理学と功利主義』ナカニシヤ出版、2006年。ISBN 978-4779500329。
- 奈良由美子 編『生活知と科学知』放送大学教育振興会、2009年。ISBN 978-4595309168。
- 戸田山, 和久、調, 麻佐志、村上祐子 編『科学技術をよく考える-クリティカルシンキング練習帳』名古屋大学出版会、2013年。ISBN 978-4815807283。
- 呉羽真編『宇宙開発をみんなで議論しよう』名古屋大学出版会、2022年。ISBN 978-4-8158-1091-7

### 共著
- 飯田泰之、SYNODOS 編『もうダマされないための「科学」講義』光文社、2011年。ISBN 978-4334036447。
- 『科学を語るとはどういうことか:科学者、哲学者にモノ申す』河出書房新社、2013年。ISBN 978-4-309-62457-0。
- 出口康夫、大庭弘継編『軍事研究を哲学する』昭和堂、2022年。ISBN　978-4812221297978-4812221297。